# Sudamericano Juvenil de Rugby 1999
El Sudamericano Juvenil de Rugby de 1999 fue la decimoquinta edición del torneo y se llevó a cabo en Brasil. Lo jugaron las 5 selecciones menores de 19 años que venían participando y los 10 partidos se disputaron el Centro de Instrucción Almirante Alexandrino de Río de Janeiro. El plantel argentino se alzó con el título al vencer a todos sus contendientes.

## Equipos participantes
- Selección juvenil de rugby de Argentina
- Selección juvenil de rugby de Brasil
- Selección juvenil de rugby de Chile
- Selección juvenil de rugby de Paraguay
- Selección juvenil de rugby de Uruguay

## Posiciones
| Pos. | Equipo    | Encuentros | Encuentros | Encuentros | Encuentros | Puntos |
| Pos. | Equipo    | jugados    | ganados    | empatados  | perdidos   | Puntos |
| ---- | --------- | ---------- | ---------- | ---------- | ---------- | ------ |
| 1    | Argentina | 4          | 4          | 0          | 0          | 8      |
| 2    | Uruguay   | 4          | 3          | 0          | 1          | 6      |
| 3    | Chile     | 4          | 2          | 0          | 2          | 4      |
| 4    | Paraguay  | 4          | 1          | 0          | 3          | 2      |
| 5    | Brasil    | 4          | 0          | 0          | 4          | 0      |

Nota: Se otorgan 2 puntos al equipo que gane un partido, 1 al que empate, 0 al que pierda

## Resultados

### Primera fecha
| 31 de octubre | Uruguay | 42 - 0 | Brasil |  |  |

|  | Chile | 20 - 7 | Paraguay |  |  |

### Segunda fecha
|  | Brasil | 0 - 81 | Argentina |  |  |

| 2 de noviembre | Uruguay | 23 - 9 | Paraguay |  |  |

### Tercera fecha
| 4 de noviembre | Argentina | 81 - 8 | Paraguay |  |  |

| 4 de noviembre | Chile | 7 - 12 | Uruguay |  |  |

### Cuarta fecha
| 6 de noviembre | Argentina | 73 - 6 | Chile |  |  |

| 6 de noviembre | Brasil | ganó Paraguay | Paraguay |  |  |

### Quinta fecha
| 7 de noviembre | Argentina | 17 - 7 | Uruguay |  |  |

|  | Brasil | ganó Chile | Chile |  |  |

| Bandera de Argentina |
| Campeón Argentina    |
| Décimo cuarto título |